# دیواین جوی رندالف
دیواین جوی رندالف (انگلیسی: Da'Vine Joy Randolph؛ زادهٔ ۲۱ مه ۱۹۸۶) بازیگر و خواننده آمریکایی است. از جمله فیلم‌ها و مجموعه‌های تلویزیونی که وی در آنها ایفای نقش کرده‌است می‌توان به
دولمایت اسم من است، ایالات متحده دربرابر بیلی هالیدی، امپراتوری، فقط قتل‌های داخل ساختمان، یگان سایه و آیدل اشاره کرد. او برای بازی در نقش مادری عزادار در جاماندگان (۲۰۲۳) برندهٔ جایزه اسکار بهترین بازیگر نقش مکمل زن شد.

## اوایل زندگی
رندالف در فیلادلفیا و هرشی، پنسیلوانیا بزرگ شد. او به دانشگاه تمپل با تمرکز بر اجرای آوازی رفت اما در اوایل تحصیلش تصمیم گرفت که به تحصیل در رشته تئاتر موزیکال بپردازد. پس از فارغ‌التحصیلی از دانشگاه تمپل، به مدرسه درام دیوید گفن در دانشگاه ییل رفت. او در سال ۲۰۱۱ از ییل با مدرک کارشناسی ارشد فارغ‌التحصیل شد.